# 66 Andromedae
66 Andromedae (66 And), som är stjärnans Flamsteedbeteckning, är en dubbelstjärna belägen i den nordvästra delen av stjärnbilden Andromeda. Den har en kombinerad skenbar magnitud på ca 6,16 och ligger nära gränsen för att vara svagt synlig för blotta ögat där ljusföroreningar ej förekommer. Baserat på parallaxmätning inom Hipparcosuppdraget på ca 18,3 mas, beräknas den befinna sig på ett avstånd på ca 178 ljusår (ca 55 parsek) från solen. Även om stjärnans radiella hastighet är bristfälligt observerad beräknas den röra sig närmare solen med en heliocentrisk radiell hastighet av ca -5 km/s.

## Egenskaper
Primärstjärnan 66 Andromedae A är en gul till vit stjärna i huvudserien av spektralklass F4 V. Den har en massa som är ca 1,4 gånger solens massa, en radie som är ca 1,7 gånger större än solens och utsänder ca 5 gånger mera energi än solen från dess fotosfär vid en effektiv temperatur på ca 6 600 K.
66 Andromedae är en dubbelsidig spektroskopisk dubbelstjärna med en omloppsperiod på 11 dygn och en excentricitet på 0,19. De två stjärnorna är liknande stjärnor, var och en av 7:e magnituden.